# دوري السوبر الأوغندي 1993
دوري السوبر الأوغندي 1993 (بالإنجليزية: 1993 Uganda Super League)‏ هو موسم من دوري السوبر الأوغندي. أشرف على تنظيمه اتحاد أوغندا لكرة القدم، وكان عدد الأندية المشاركة فيه 15، وفاز فيه نادي إكسبريس.